# Главы Нижнего Тагила
Список глав города Нижний Тагил XX—XXI веках.

## 1-й секретарь горкома КПСС
- Солдатов, Михаил Афанасьевич (июль 1924 — март 1925) — 1-й секр. РК
- Якушев, Иван Александрович (15 марта 1925 — декабрь 1926)
- Первухин, Иван Никифорович (7 декабря 1926 — ноябрь 1928)
- Нохрин, Иван Гаврилович (28 ноября 1928 — июнь 1929)
- Бартов, Фотий Иванович (18 июня 1929 — январь 1930)
- Сталин (Божевольный) Алексей Иванович (январь — май 1930)
- Нефёдов, Иван Александрович (21 мая — ноябрь 1930)
- Тиунов, Павел Иванович (ноябрь 1930 — март 1933) — 1-й секр. ГК
- Кузнецов, Михаил Васильевич (партработник) (март 1933 — апрель 1935)
- Окуджава, Шалва Степанович (25 апреля 1935 — 16 февраля 1937)
- Пальцев, Леонид Николаевич (16 февраля — март 1937)
- Богачёв, Георгий Сергеевич (2 апреля — 4 июля 1937)
- Щербаков П. М. (4 июля — 23 сентября 1937)
- Канавцев, Василий Филиппович (23 сентября 1937 — май 1938)
- Трохов, Фёдор Ефимович (21 мая 1938 — октябрь 1939)

- Горбунов, Михаил Иванович (5 октября 1939 — декабрь 1941)
- Епишев, Алексей Алексеевич (16 декабря 1941 — 19 января 1942)
- Колышев, Евгений Фёдорович (19 января 1942 — июнь? 1945)
- Бровкин, Алексей Николаевич (апрель 1945 — июль 1946)
- Пчеляков, Александр Павлович (июль 1946 — июнь 1949)
- Козлов, Георгий Алексеевич (15 июня? 1949 — июль 1954)
- Фролов, Василий Семёнович (10 июля 1954 — декабрь 1955)
- Довгопол, Виталий Иванович (11 декабря 1955 — 4 мая 1962)
- Юдин, Евгений Владимирович (4 мая 1962 — декабрь 1964)
- Колбин, Геннадий Васильевич (19 декабря 1964 — март 1970)
- Клочков, Дмитрий Петрович (4 марта 1970 — 9 декабря 1971 †)
- и. о. Хромов, Иван Владимирович (декабрь 1971 — январь 1972)
- Шарнин, Михаил Павлович (12 января 1972 — декабрь 1974)
- Петров Юрий Владимирович (декабрь 1974 — февраль 1977)
- Талалаев, Николай Александрович (февраль 1977 — май 1983)
- Сушилов, Евгений Николаевич (1 июня 1983 — сентябрь 1988)
- Барков, Семён Филиппович (1 сентября 1988 — декабрь 1990)
- Кобозев, Михаил Семёнович (декабрь 1990 — август 1991)

### 2-й секретарь горкома КПСС
- Пальцев, Леонид Николаевич (? — 16 февраля 1937)
- Ковалюх М. В. (апрель 1939 — -август 1939-)
- Матузков, Иван Гаврилович (-август 1940-)
- Фирсов, Кузьма Степанович (-1940- — март 1941)
- Бровкин, Алексей Николаевич (август 1942 — апрель 1945)
- Фролов, Василий Семёнович (декабрь 1949 — июль 1951)
- Колбин, Геннадий Васильевич (1962—1964)
- Клочков, Дмитрий Петрович (-1967- — март 1970)
- Хромов, Иван Владимирович (1970 — январь 1972)
- Петров Юрий Владимирович (январь 1972 — декабрь 1974)
- Талалаев, Николай Александрович (1974—1977)
- Осинцев, Игорь Аркадьевич (1977?—1980)
- Сушилов, Евгений Николаевич (1980—1983)
- Гуторов, Анатолий Владимирович (1983 — сентябрь 1988)
- Моторин, Александр Аркадьевич (сентябрь 1988—1991?)

## Председатель совета, исполкома совета

### Председатель исполкома (1917—1925)
- Плотников В. А. (7-27 марта 1917)
- Козлов Алексей Григорьевич (27 марта 1917 — ?)
- Добрынин Дмитрий Николаевич (22 декабря 1917 — 19 января 1918†)
- Петров-Мухин Дмитрий Асинкритович (1 февраля — 4 октября 1918)
- Носов Василий Романович (21 июля 1919 — май 1920)
- Носов Василий Романович (май 1920 — февраль 1921?)
- Волков Иван Иванович (ноябрь 1920? — апрель 1921)
- Мартьянов Михаил Иванович (26 апреля 1921 — 18 июля 1922)
- Кабаков Арефий Иванович (22 ноября 1922 — ноябрь 1924) — пред. уездно-городского исполкома, окрисполкома
- Кин Павел Андреевич (ноябрь 1924 — 14 ноября 1925)

### Председатель совета
- Бутов Михаил Тимофеевич (15 ноября 1925 — февраль 1927)
- Колмогорцев Павел Иванович (23 февраля 1927 — май 1928)
- Кушнов Николай Филиппович (3 мая 1928 — август 1929)
- Долгоруков Терентий Николаевич (август — декабрь 1929)
- Истомин Николай Александрович (декабрь 1929 — декабрь 1930)
- Лабзенков Николай Фёдорович (30 января 1931 — декабрь 1933)
- Грушин Василий Степанович (январь 1934 — 12 февраля 1937)
- Аксельрод Аврум Моисеевич (12 февраля — август 1937)
- Дыгай Николай Александрович (5 августа 1937 — 2 февраля 1938)
- Семёнов Алексей Петрович (2 февраля 1938 — июль 1939)
- и. о. Непомнящий Иван Афанасьевич (июль 1939 — январь 1940)

### Председатель горисполкома
- Непомнящий Иван Афанасьевич (январь 1940 — 3 марта 1953)
- Данилушкин Дмитрий Сергеевич (3 марта 1953 — март 1955)
- Привалов Василий Ефимович (18 марта 1955 — март 1957)
- Гуляев Николай Яковлевич (27 марта 1957 — март 1959)
- Тележук Анатолий Семёнович (13 марта 1961 — январь 1965)
- Наливай Владимир Кириллович (12 января 1965 — январь 1974)
- Черемных Яков Андрианович (январь 1974 — 20 мая 1976)
- Талалаев Николай Александрович (20 мая 1976 — февраль 1977)
- Смирнов Николай Петрович (март 1977 — март 1981)
- Алейников Владимир Ильич (май 1981 — 1 июня 1983)
- Чердынцев Валерий Александрович (июнь 1983 — апрель 1990)
- Диденко Николай Наумович (апрель 1990 — 6 декабря 1991)

### Председатель горсовета (1990—1993)
- Чердынцев Валерий Александрович (апрель 1990 — 1 марта 1991)
- Диденко Николай Наумович (1 марта 1991 — декабрь 1991)
- Задорин Леонид Александрович (декабрь 1991 — октябрь 1993)

## Глава города
- Диденко Николай Наумович (декабрь 1991 — октябрь 2008) — глава администрации до 22 декабря 1995 г.
- Исаева Валентина Павловна (21 октября 2008 — 17 октября 2012)
- Носов Сергей Константинович (17 октября 2012 — 28 мая 2018)
- Пинаев Владислав Юрьевич (с 28 мая / 15 октября 2018 г.)

### Председатель городской думы
- Диденко Николай Наумович (1994 — март 2004)
- Беркутов Никита Александрович (2004—2008)
- Упоров Геннадий Емельянович (2008—2012)
- Маслов Александр Викторович (март 2012 — сентябрь 2017)
- Пырин Алексей Анатольевич (с сентября 2017 г.)